# Keep Smiling (album)
Keep Smiling è il secondo album in studio del duo danese Laid Back pubblicato nel 1983.

## Tracce
1. Elevator Boy – 4:55
2. Slowmotion Girl – 5:51
3. White Horse – 4:42
4. So Wie So – 4:31
5. High Society Girl – 3:36
6. Don't Be Mean – 3:21
7. Sunshine Reggae – 4:16
8. Fly Away (Walking in the Sunshine) – 8:28

### LP vinile
Lato A
1. White Horse – 4:42
2. Elevator Boy – 4:55
3. Slowmotion Girl – 5:51
4. So Wie So – 4:32

Lato B
1. Sunshine Reggae – 4:15
2. High Society Girl – 3:41
3. Don't Be Mean – 3:22
4. Fly Away/Walking in the Sunshine – 8:35